# Kostel Nejsvětější Trojice (Noviny pod Ralskem)
Kostel resp. kaple Nejsvětější Trojice v Novinách pod Ralskem (někdy uváděn jako filiální kostel, avšak na stránkách litoměřické diecéze je veden jako kaple) je církevní stavba vystavěná roku 1786 v barokním slohu. Nachází se při silnici v západní části obce Noviny pod Ralskem, na Českolipsku v okrese Liberec.
Správu provádí římskokatolická farnost ze Stráže pod Ralskem, administrátor excurrendo je P. Ing. Richard Cenker, SVD.

## Historie

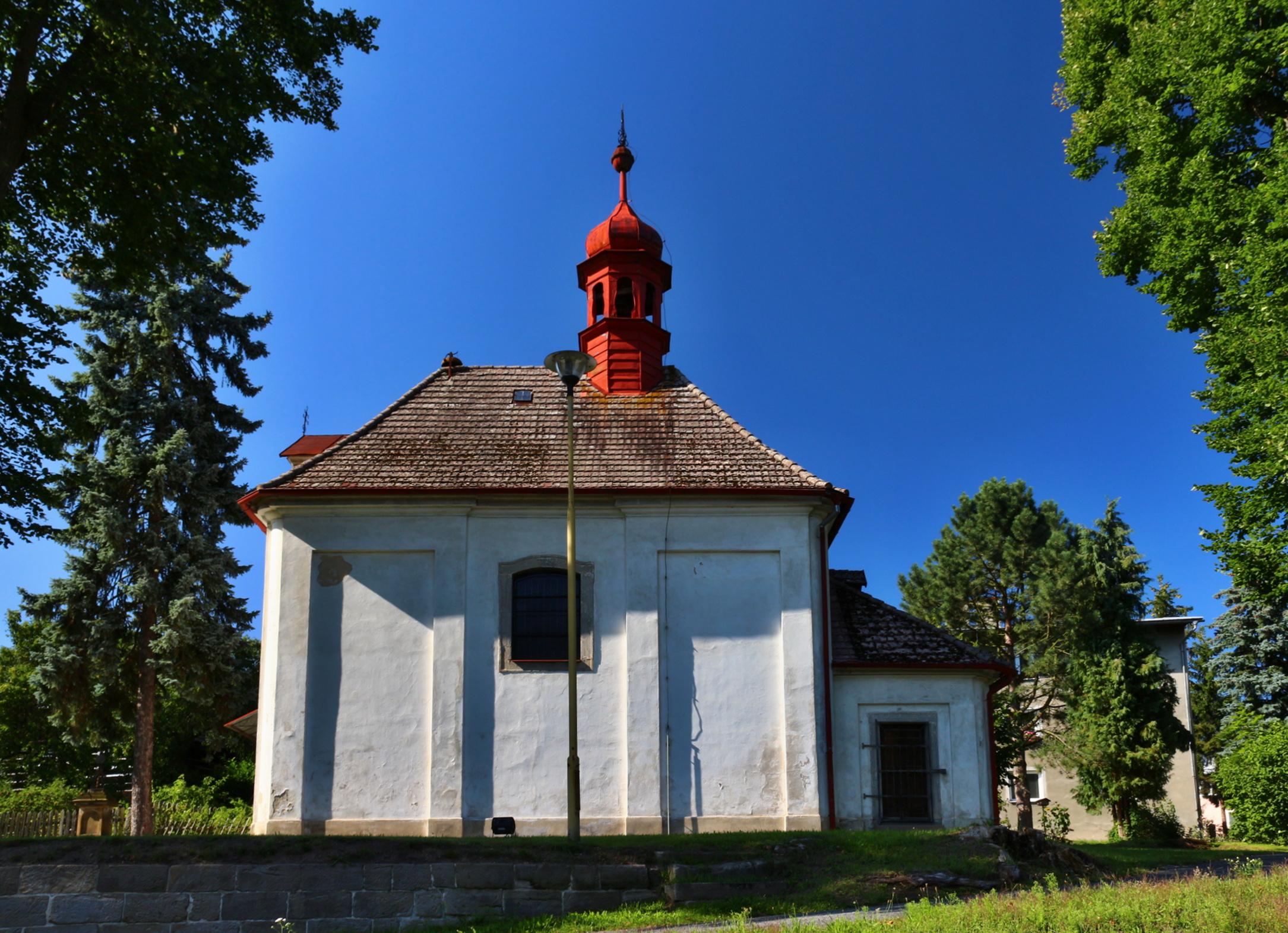
Kostel od jihu

Barokní kostelík byl postaven v letech 1784–1786 na místě bývalého hřbitova, kde se nachází několik velmi starých stromů. Ke kostelu později přibyla klasicistní brána u vstupu na hřbitov, pamětní sloup s porcelánovými medailony a po první světové válce také památník obyvatelům obce, kteří se nevrátili. Památník je evidován v seznamu válečných hrobů pod označením CZE-5101-08245.

## Poloha

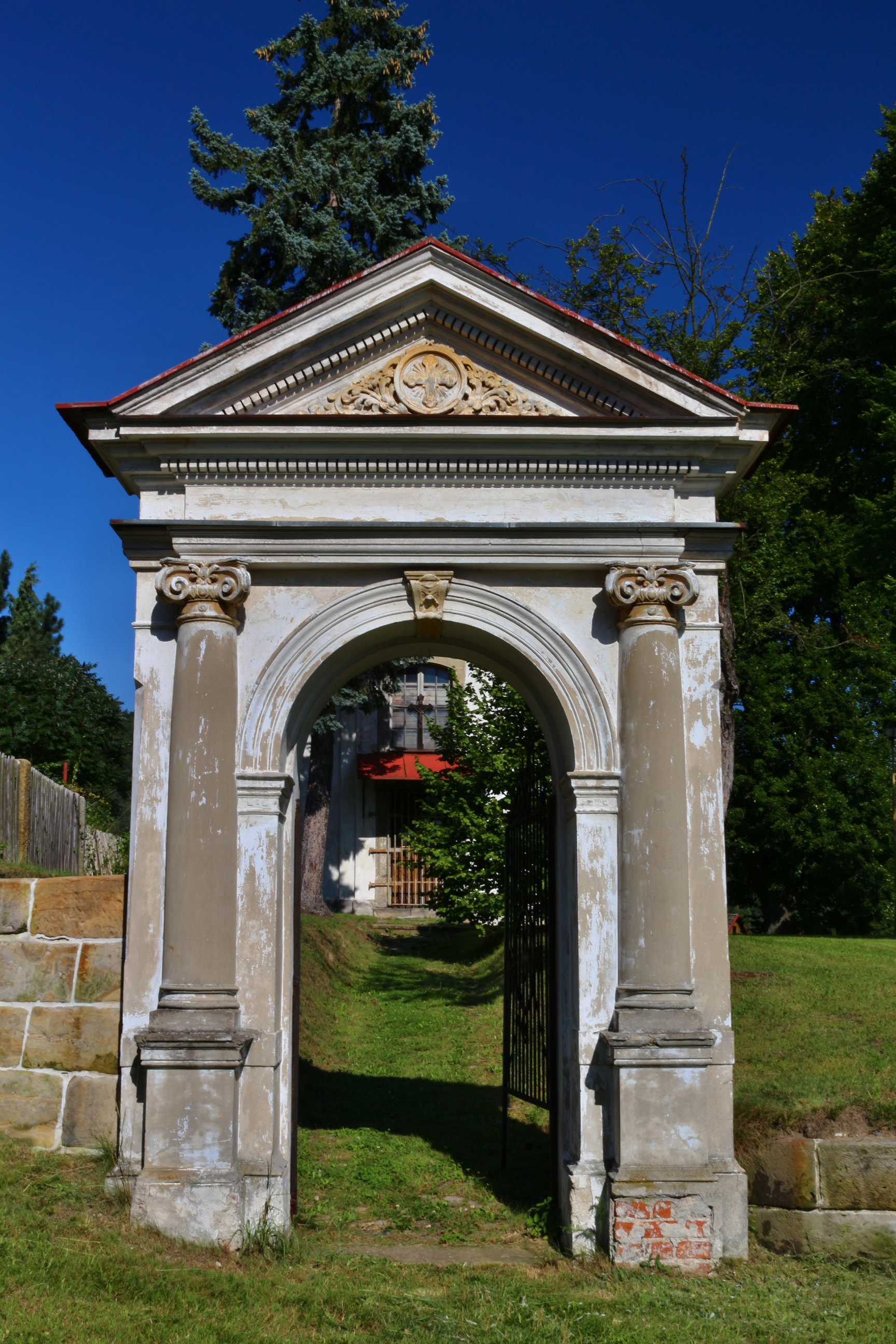
Klasicistní vstupní brána

Kostelík se nachází při asfaltové cestě v západní části obce nedaleko křižovatky do Novin na státní silnici II/270 spojující Mimoň a Jablonné v Podještědí. Na okraji areálu bývalého hřbitova se nachází památník obětem první světové války u kostela. V blízkosti kostela prochází červená turistická značka, která dále vede na vrchol Ralsko se stejnojmenným hradem či k průrvě Ploučnice.

## Bohoslužby
Kostel je přístupný v době bohoslužeb, ty se konají pravidelně o sobotách v době letního času v 18:30 hodin, v zimním období v 15:30.